# Agroeca dubiosissima
Espèce
Synonymes
- Hilke dubiosissima Strand, 1908

Agroeca dubiosissima est une espèce d'araignées aranéomorphes de la famille des Liocranidae.

## Distribution
Cette espèce est endémique du Pérou.

## Description
La femelle holotype mesure 5 mm.

## Publication originale
- Strand, 1908 : Exotisch araneologisches.-I. Amerikanische hauptsächlich in Peru, Bolivien und Josemitetal in Californien gesammelte Spinnen. Zeitschrift für die gesammten Naturwissenschaften, vol. 61, no 5, p. 223-295 (texte intégral).